# Мело, Винисиус
Вини́сиус Силве́йра де Ме́ло (порт. Vinicius Silveira de Mello; род. 19 августа 2002, Сапукая-ду-Сул, Риу-Гранди-ду-Сул, Бразилия) — бразильский футболист, нападающий клуба «Чукарички».

## Биография
Винисиус — уроженец муниципалитета Сапукая-ду-Сул, входящего в штат Риу-Гранди-ду-Сул. Воспитанник «Интернасьонала». Дебютировал за клуб в поединке Лиги Гаушу против «Жувентуде», выйдя в стартовом составе и будучи заменённым на 72-й минуте. Принял участие в трёх матчах чемпионата штата. Перед началом чемпионата Бразилии, будучи лучшим бомбардиром молодёжной команды «Интернасьонала», подписал с клубом контракт до 2023 года. Согласно сообщениям СМИ, в контракте была установлена сумма отступных в 60 млн евро.
17 июня 2021 года Винисиус дебютировал в бразильской Серии А в поединке против «Атлетико Минейро», выйдя на замену на 76-й минуте вместо Юри Алберто.
13 декабря 2021 года Мело перешёл в новообразованный клуб MLS «Шарлотт», подписав контракт до конца сезона 2025 с опцией продления на сезон 2026. Из-за травмы пропустил весь сезон 2022. Дебютировал за «Шарлотт» 26 марта 2023 года в матче против «Нью-Йорк Ред Буллз».
6 февраля 2024 года Мело перешёл в клуб чемпионата Сербии «Чукарички».